# Gedong Karya
Gedong Karya is een bestuurslaag in het regentschap Muaro Jambi van de provincie Jambi, Indonesië. Gedong Karya telt 1941 inwoners (volkstelling 2010).